# 1034

## Esdeveniments
- Benet IX és consagrat papa
- Guislabert I de Barcelona és elegit bisbe de Barcelona
- Miquel IV el Paflagoni és nomenat emperador romà d'Orient, substituint Romà III
- Roger I de Foix succeeix el seu pare Bernat I de Foix com a comte de Foix

## Necrològiques
- Bernat I de Foix, comte de Bigorra i comte de Foix
- Guillem I de Carcassona, Comte de Carcassona
- Harun Bughra Khan, kan
- Malcolm II d'Escòcia, rei d'Escòcia
- Miecislau II Lambert, duc i rei de Polònia
- Romà III, emperador romà d'Orient